# Яхно Олеся Михайлівна
Олеся Михайлівна Яхно (нар.. 4 березня 1978, Немирів, Вінницька область, Українська РСР, СРСР) — політолог, кандидат політичних наук.

## Освіта
У 2000 році Олеся Яхно закінчила Інститут журналістики Київського національного університету імені Тараса Шевченка за фахом «Політична культура та ідеологія» зі ступенем магістра журналістики. У 2006 році закінчила Національну академію державної митної служби за спеціальністю «Державні фінанси», а також захистила в цьому ж році в Київському університеті імені Т. Шевченка кандидатську дисертацію на тему «Україна в сучасному геополітичному просторі: політико-медійний аспект».

## Кар'єра
З жовтня 1998 року по червень 1999 року працювала спеціальним кореспондентом відділу зарубіжної інформації в газеті «Голос України».
З квітня 2000 року по грудень 2003 року була головним редактором у політичному мережевому виданні «Part.org.ua», що належав Агентству гуманітарних технологій.
З грудня 2003 по вересень 2005 років працювала заступницею головного редактора незалежного аналітичного агентства «Главред».
З вересня 2005 року є директоркою Інституту національної стратегії України, який був заснований в 2004 році Станіславом Бєлковським і політологом Костянтином Бондаренком.

## Особисте життя
У 2005—2011 роках була одружена з російським політичним технологом і публіцистом Станіславом Бєлковським . .